# Donation du rosaire

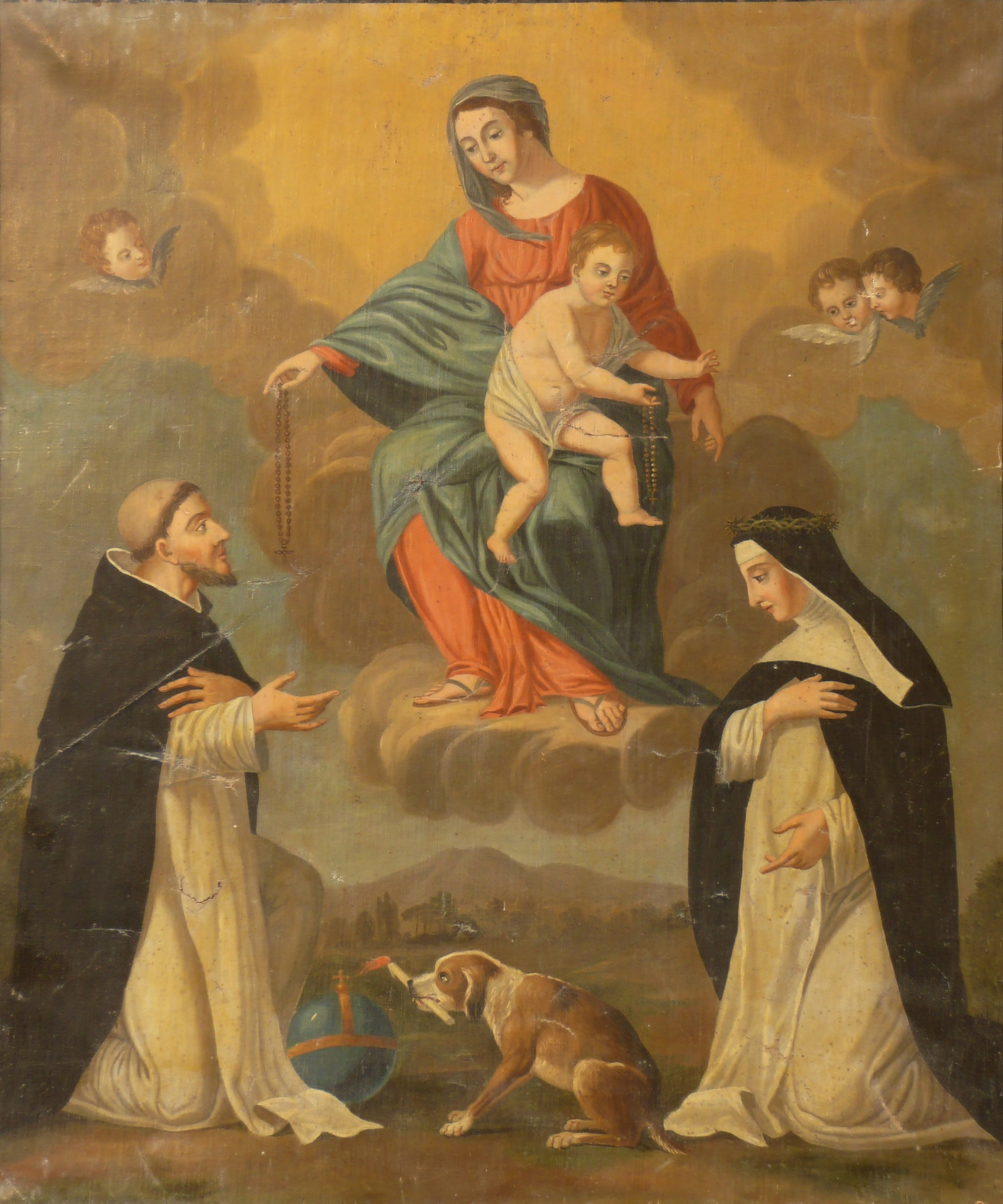
Tableau de la remise du rosaire à saint Dominique de Guzmán et sainte Catherine de Sienne, église Notre-Dame-la-Major à Arles, France.

La donation du rosaire, aussi appelée la remise du rosaire, le don du rosaire et l'institution du rosaire, est un thème de l'iconographie chrétienne représentant la Vierge Marie remettant un chapelet à saint Dominique de Guzmán. Cette scène est l'illustration d'une tradition répandue par les dominicains à partir de la fin du XVe siècle, selon laquelle saint Dominique aurait eu une vision de Marie lui transmettant la prière du rosaire et lui demandant de la diffuser. C'est un thème fréquent dans l'art religieux en Europe occidentale à partir du XVIe siècle, présent dans de nombreuses églises sous forme de vitraux, retables et tableaux.

## Origines
Jusqu'au XVe siècle, la prière du rosaire n'existait pas telle qu'elle fut diffusée dans le monde chrétien par la suite : le « Psautier marial » était récité sous diverses formes selon les traditions et les régions. C'est à l'initiative de dominicains comme Alain de La Roche et Jacques Sprenger que cette prière trouva une forme définitive et qu'elle fut diffusée en Europe occidentale à partir de la fin du XVe siècle par l'intermédiaire des couvents dominicains et des confréries du rosaire.
Selon la tradition répandue par les dominicains pour encourager la pratique du rosaire parmi les croyants, le fondateur de l'ordre saint Dominique de Guzmán eut une vision de la Vierge Marie lui révélant la prière du rosaire. Les confréries du rosaire furent un moyen déterminant pour diffuser le thème iconographique de la remise du rosaire à saint Dominique par la Vierge Marie, puisque les dominicains exigeaient que soient réalisé un tableau de cette scène lors de la fondation d'une confrérie.

## Iconographie

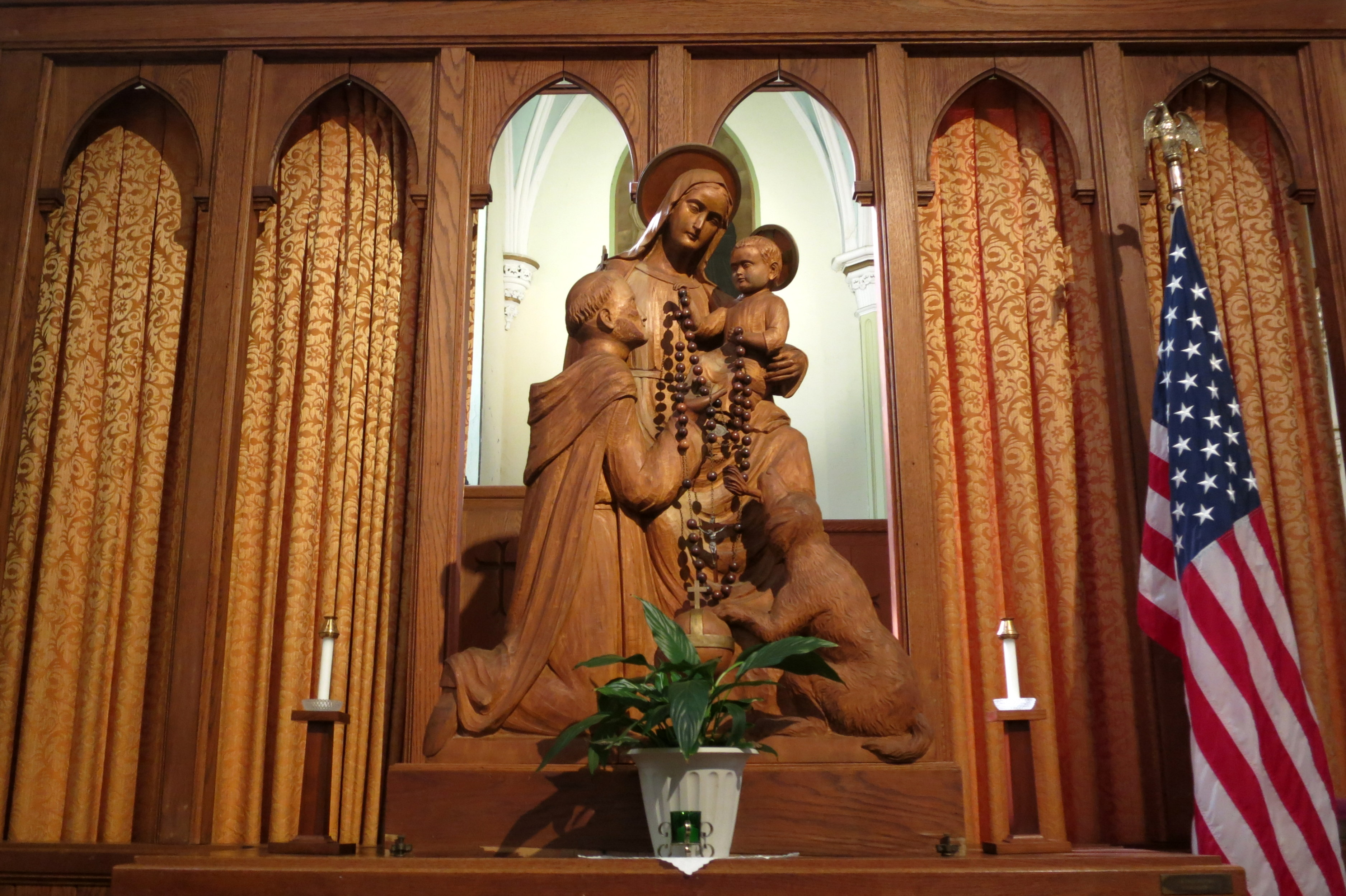
Statue de la donation du rosaire dans l'église Saint-Joseph de Somerset (Ohio), aux États-Unis

L'iconographie de la remise du rosaire représente une Vierge à l'Enfant assise sur une nuage, remettant un chapelet à saint Dominique de Guzmán, agenouillé à ses pieds, tendant la main vers Marie pour recevoir de ses mains l'objet de dévotion. Dans de rares cas, c'est l'enfant Jésus qui remet le chapelet à Dominique. 
Saint Dominique est souvent accompagné de sainte Catherine de Sienne, autre grande figure de l'ordre des Prêcheurs, se tenant également à genoux de l'autre côté de la Madone. Sainte Catherine est alors souvent représentée en train de recevoir de l'Enfant Jésus un chapelet ou une couronne d'épine, objet fréquent dans l'iconographie de la sainte, ou bien simplement tenant une fleur de lys ou un crucifix, autres objets associés à la sainte.
Dans certaines représentations, saint Dominique est accompagné d'une autre personnalité de l'ordre des dominicains comme sainte Rose de Lima, ou bien d'un autre saint de l'Église comme saint François d'Assise, ou encore d'un pape ou d'un évêque assistant à la remise du rosaire debout ou à genoux.
Les éléments du décor varient selon les représentations : la Vierge est fréquemment entourée d'anges ou de putti, et d'autres personnages peuvent être présents en arrière-plan comme divers saints. Plusieurs tableaux et gravures destinés à l'apprentissage et la méditation du rosaire par les fidèles comportent des représentations des quinze mystères du rosaire dans de petits médaillons situés en bas ou entourant la scène.

## Images

### Peintures

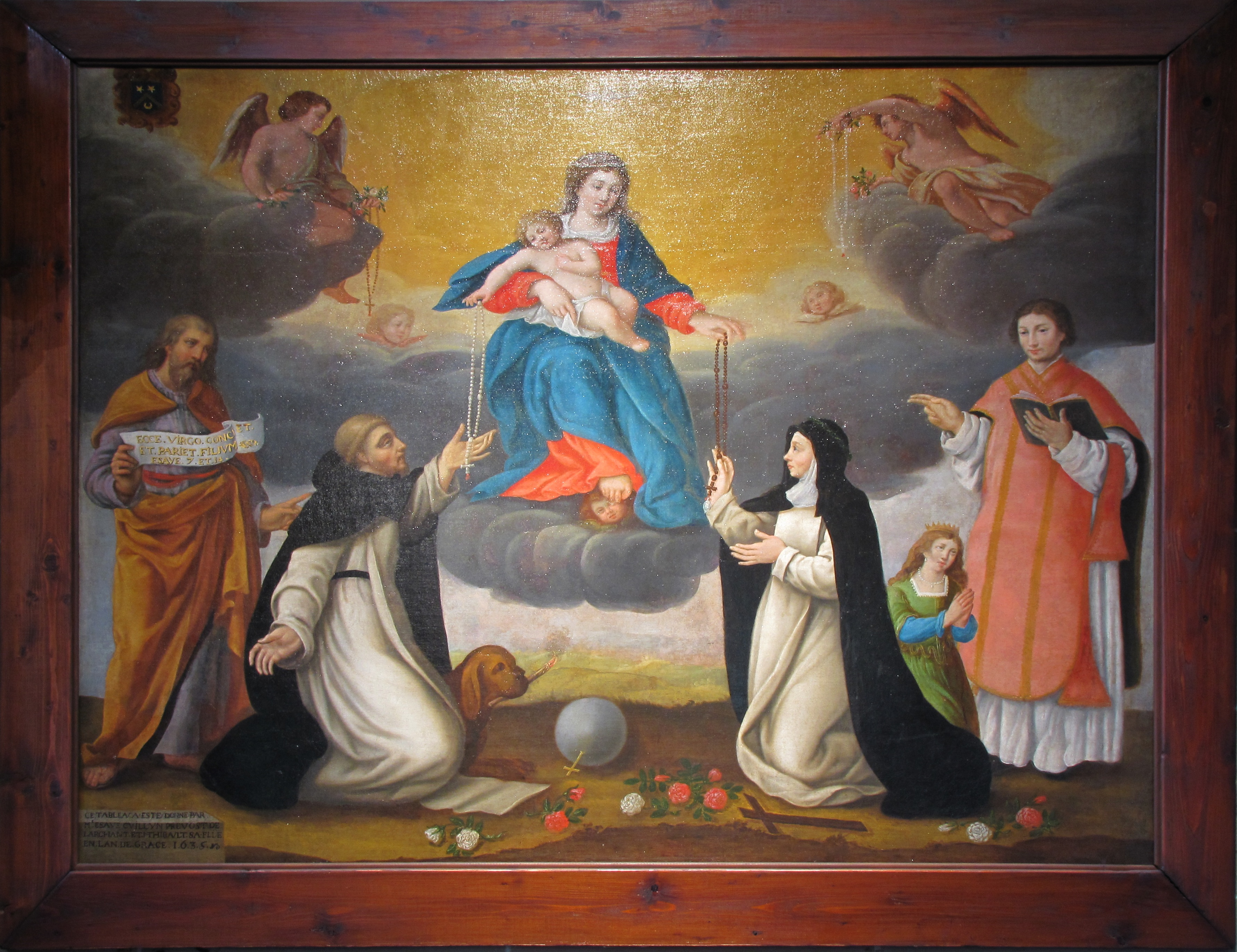
Église dominicaine à Strasbourg, vers 1635.
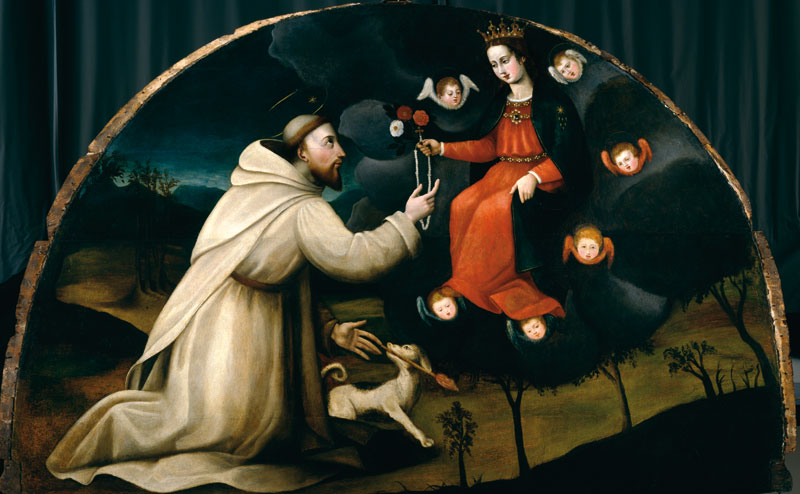
Peinture de Plautilla Nelli.
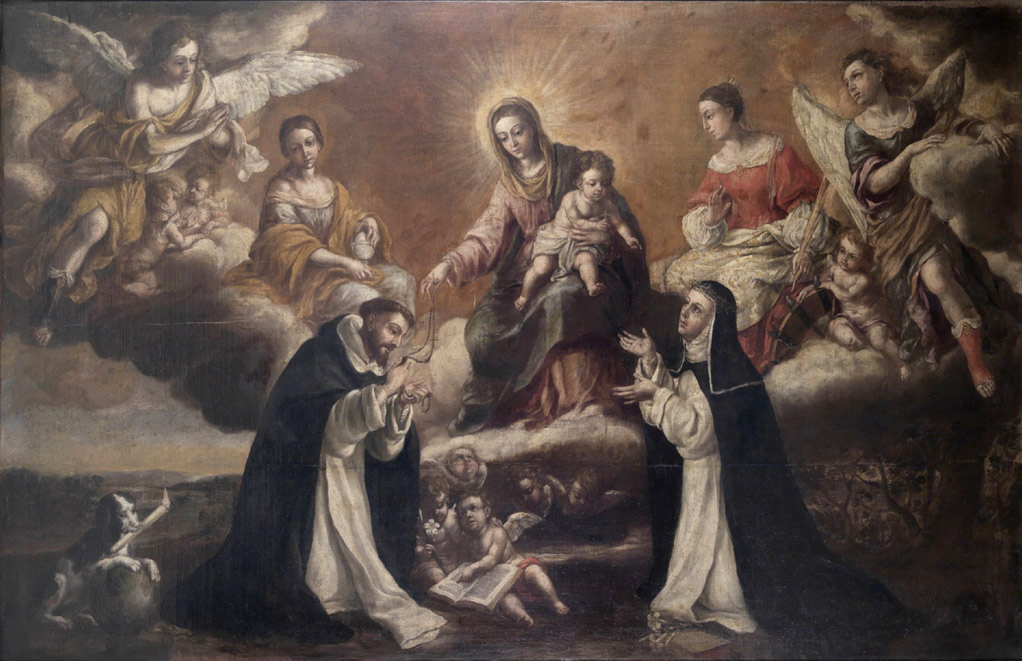
Musée des Beaux-Arts de Séville, vers 1700.
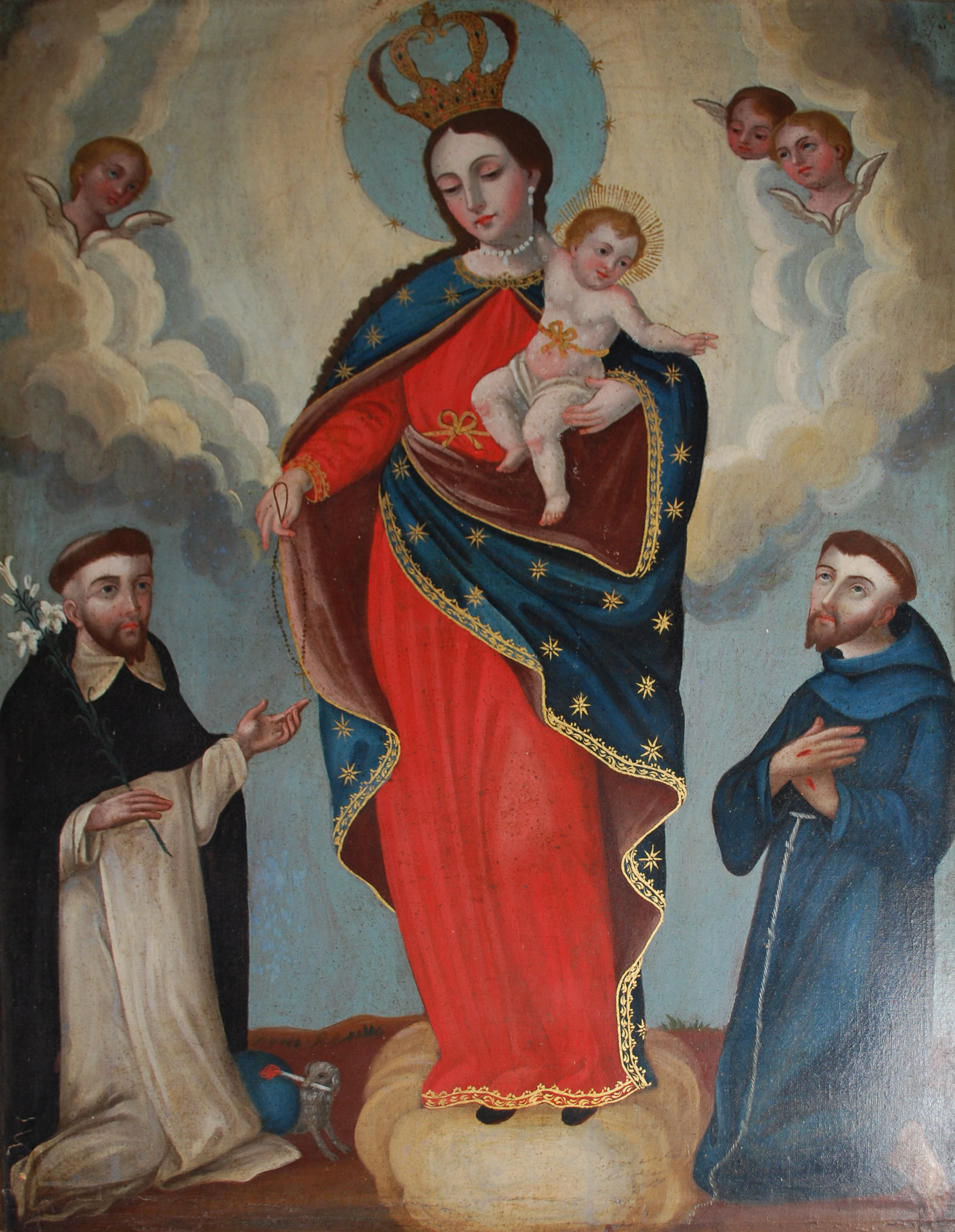
Remise du rosaire avec saint François d'Assise, Mexico.

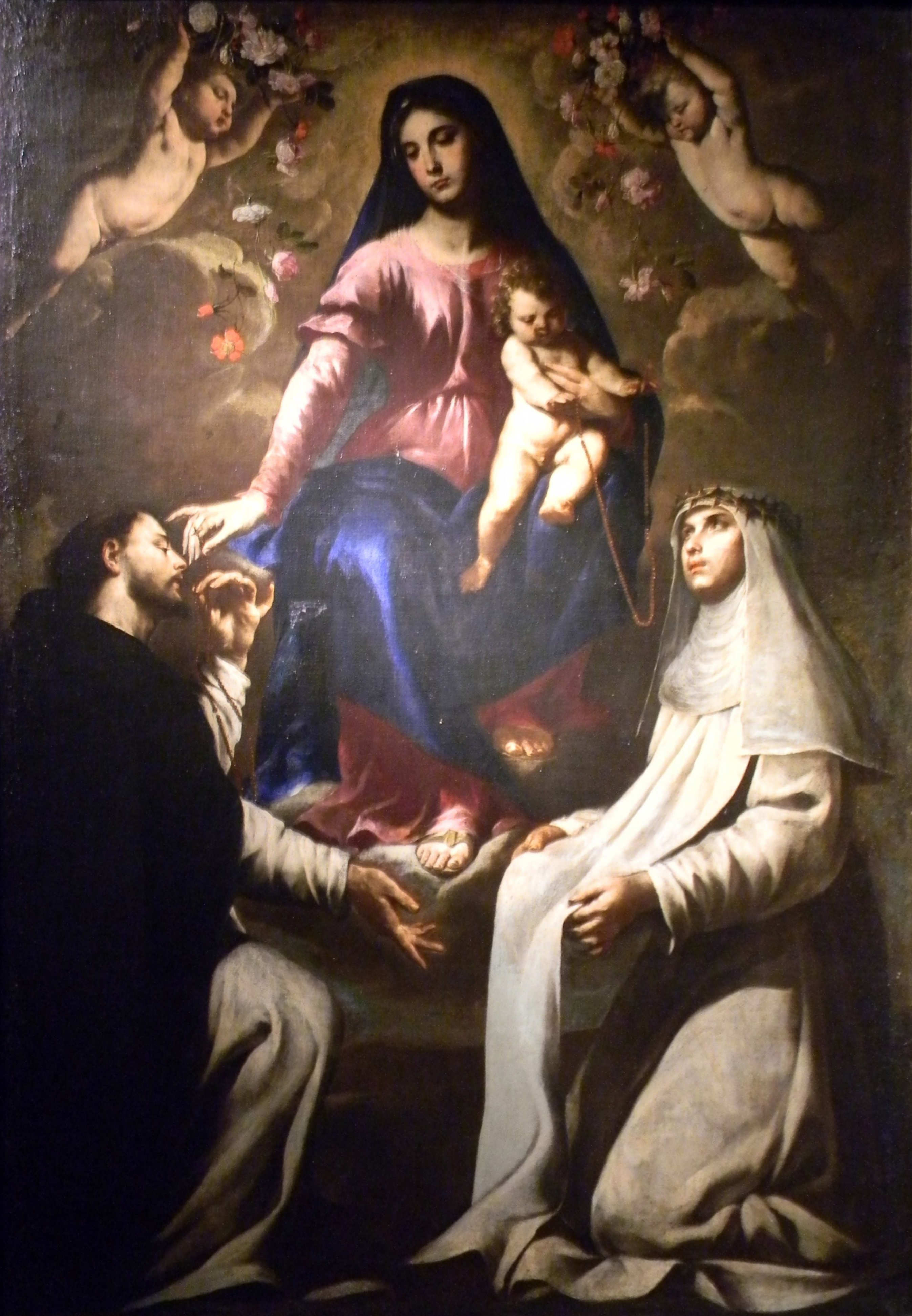
Musée diocésain de Naples, XVIIIe siècle.
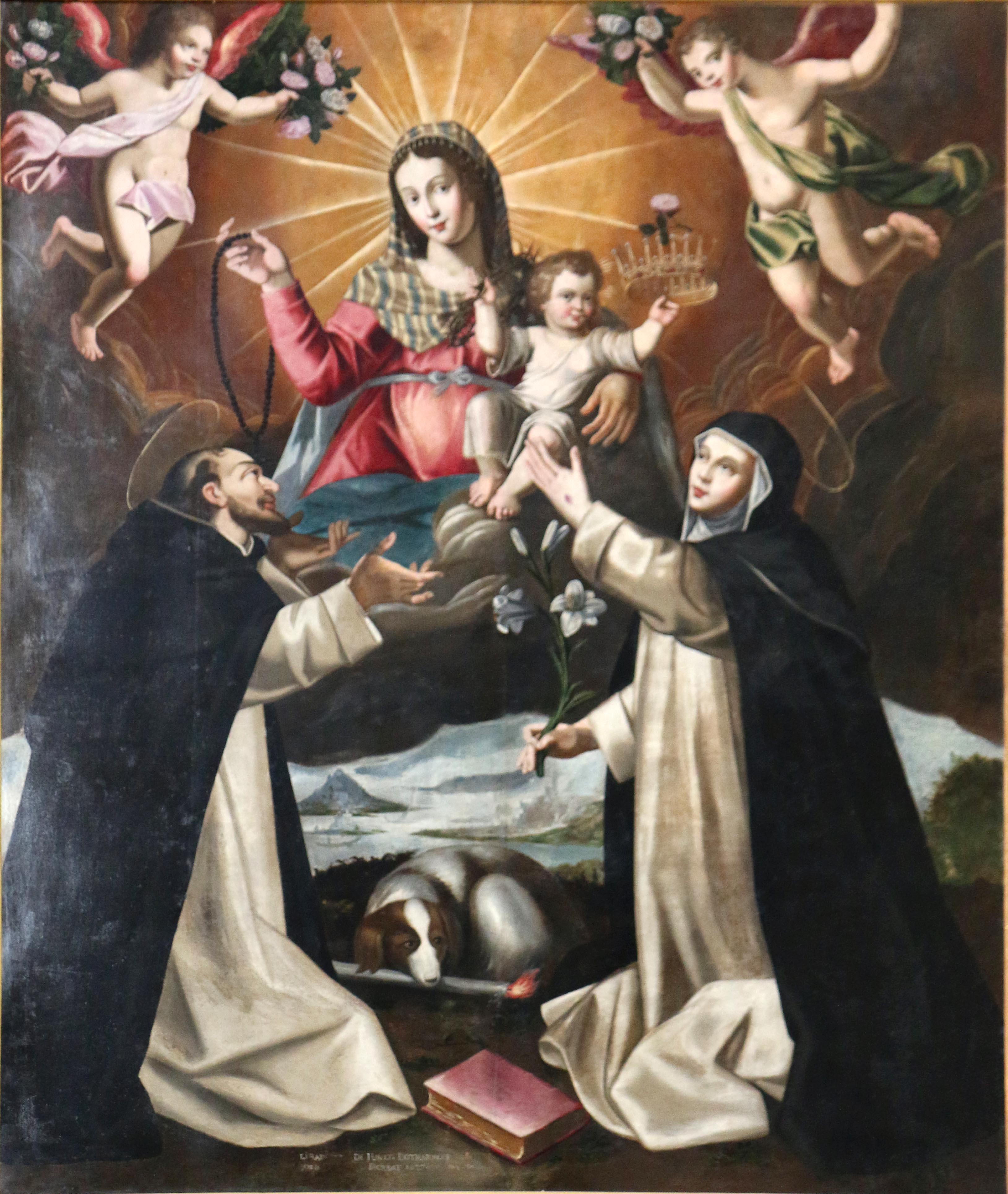
Cathédrale de Viviers, XVIIe siècle.
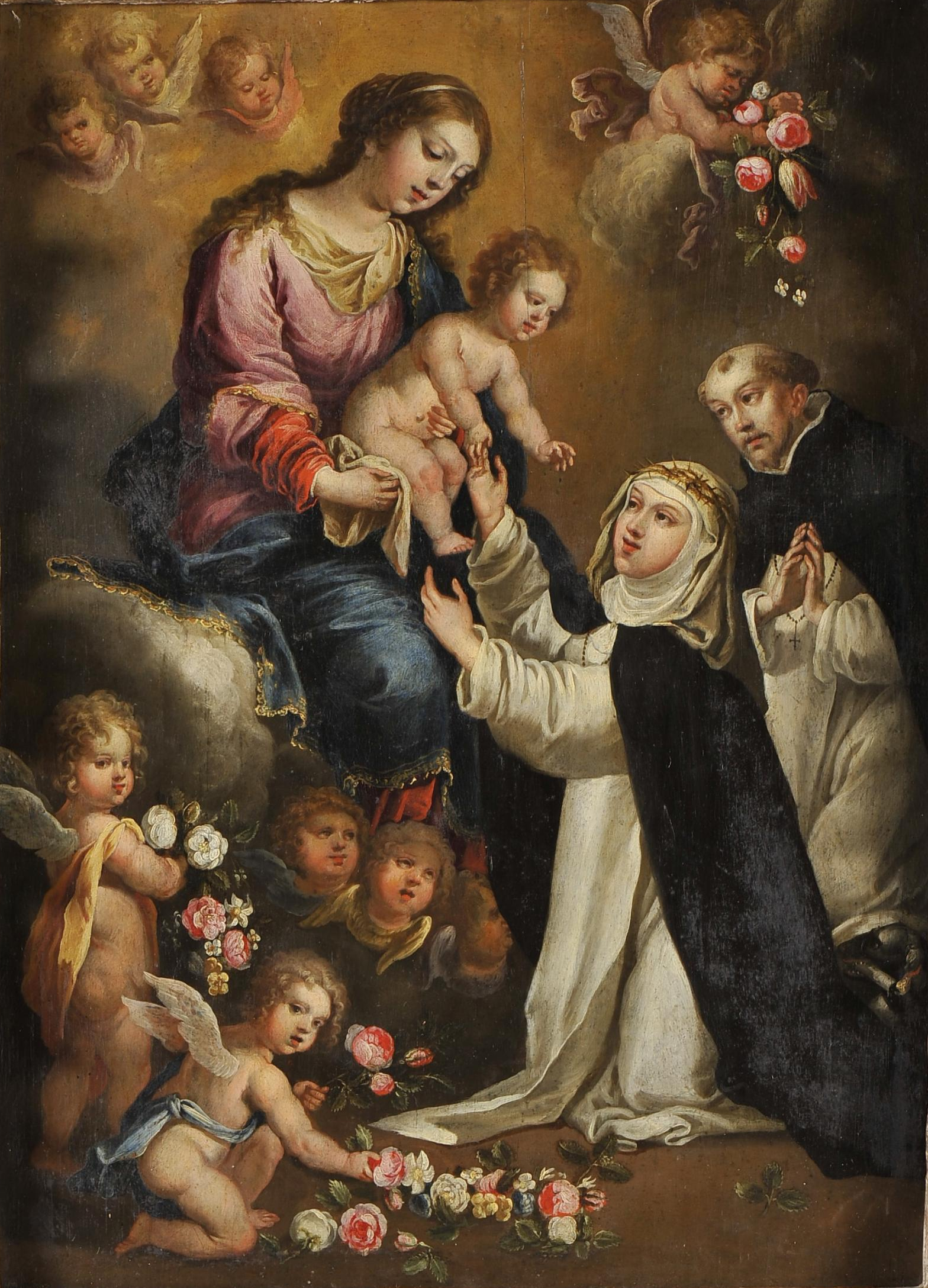
Portugal, vers 1660.
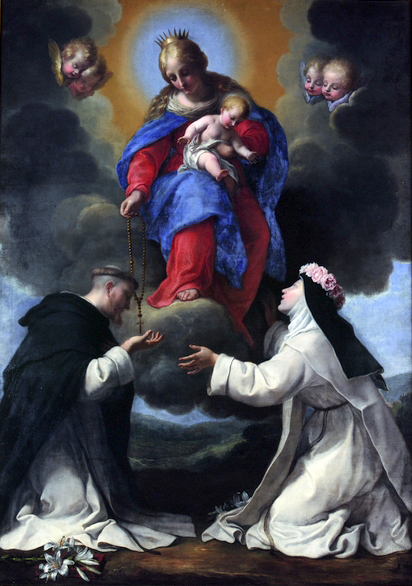
Remise du rosaire avec sainte Rose de Lima XVIIe siècle.
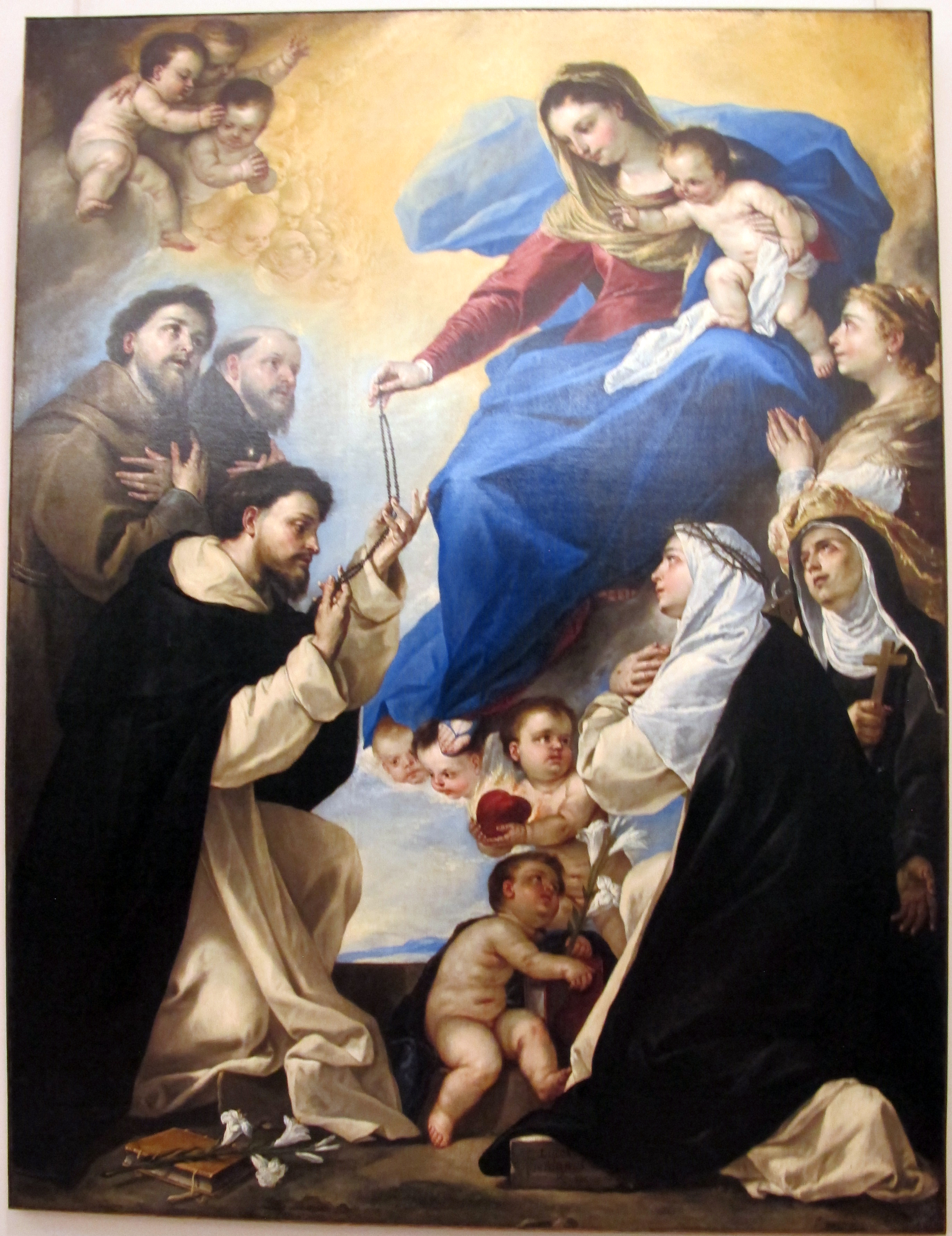
Notre-Dame du Rosaire, Naples, vers 1686.

### Retables

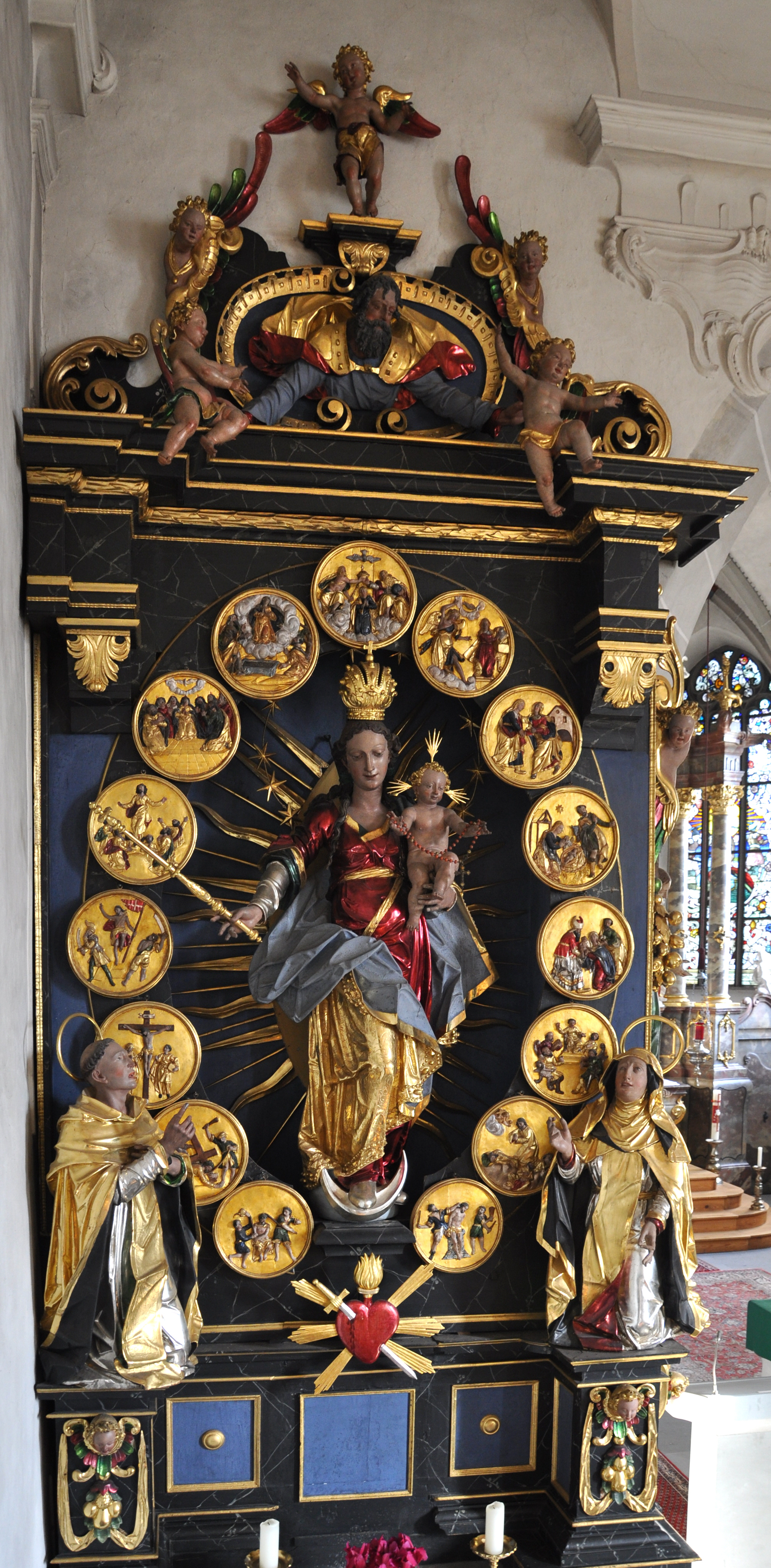
Église Saint-Pierre-et-Paul, Owingen, Allemagne.
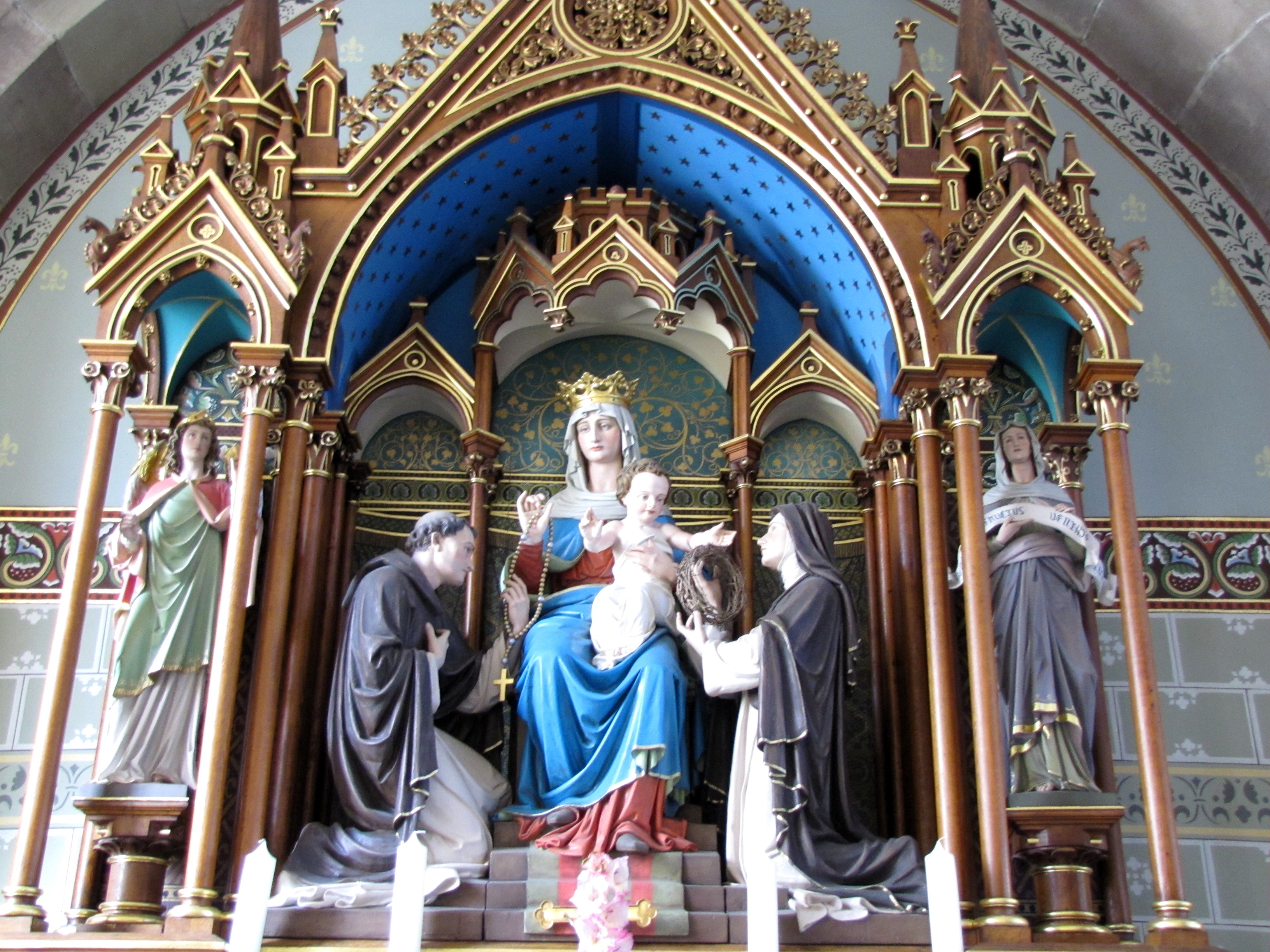
Église Saint-Martin de Pfaffenheim, Alsace, France.
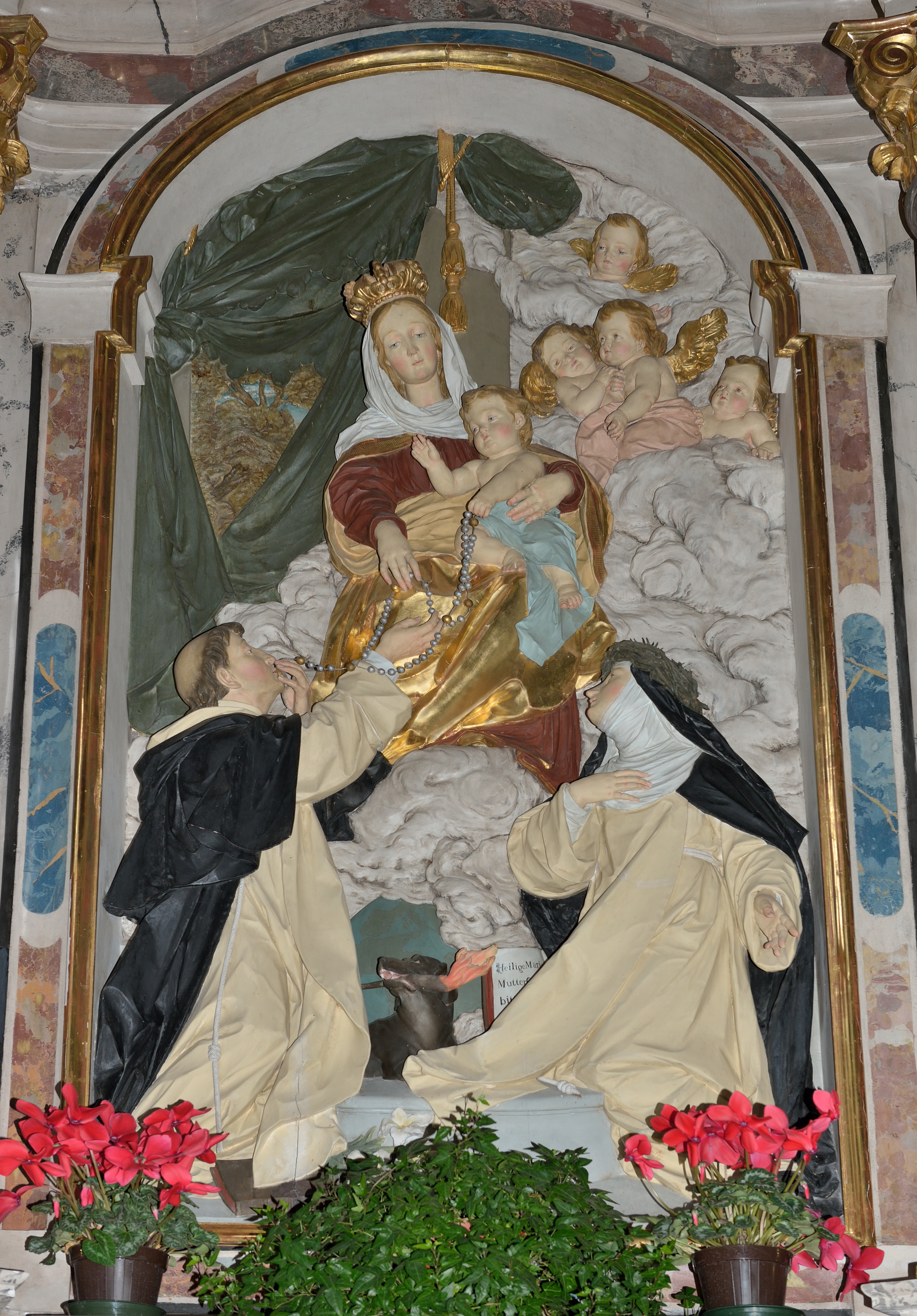
Église Saint-Pierre-et-Saint-Paul, Funes, Italie.
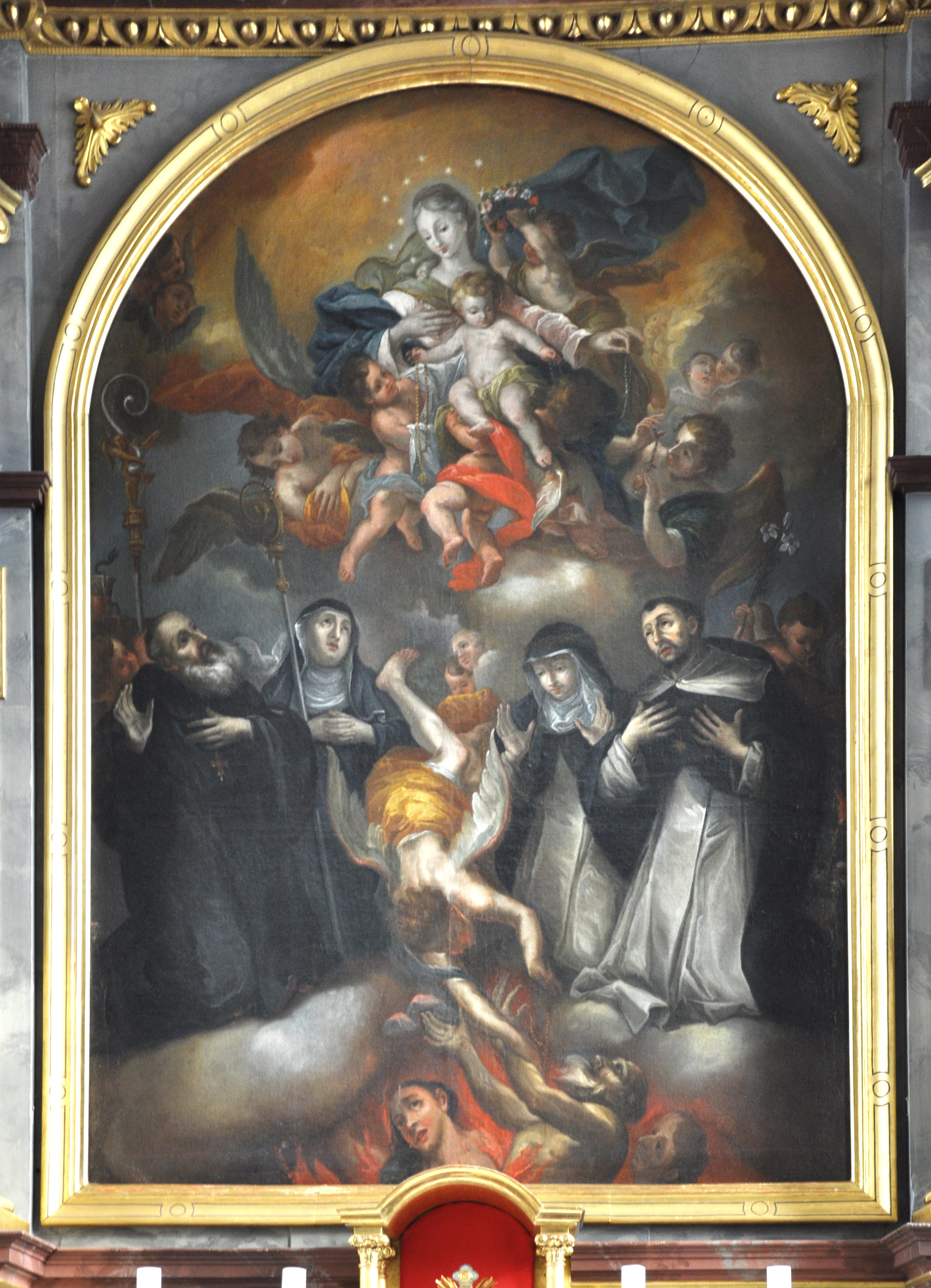
Église de l'Assomption, Biberach an der Riß, Allemagne.
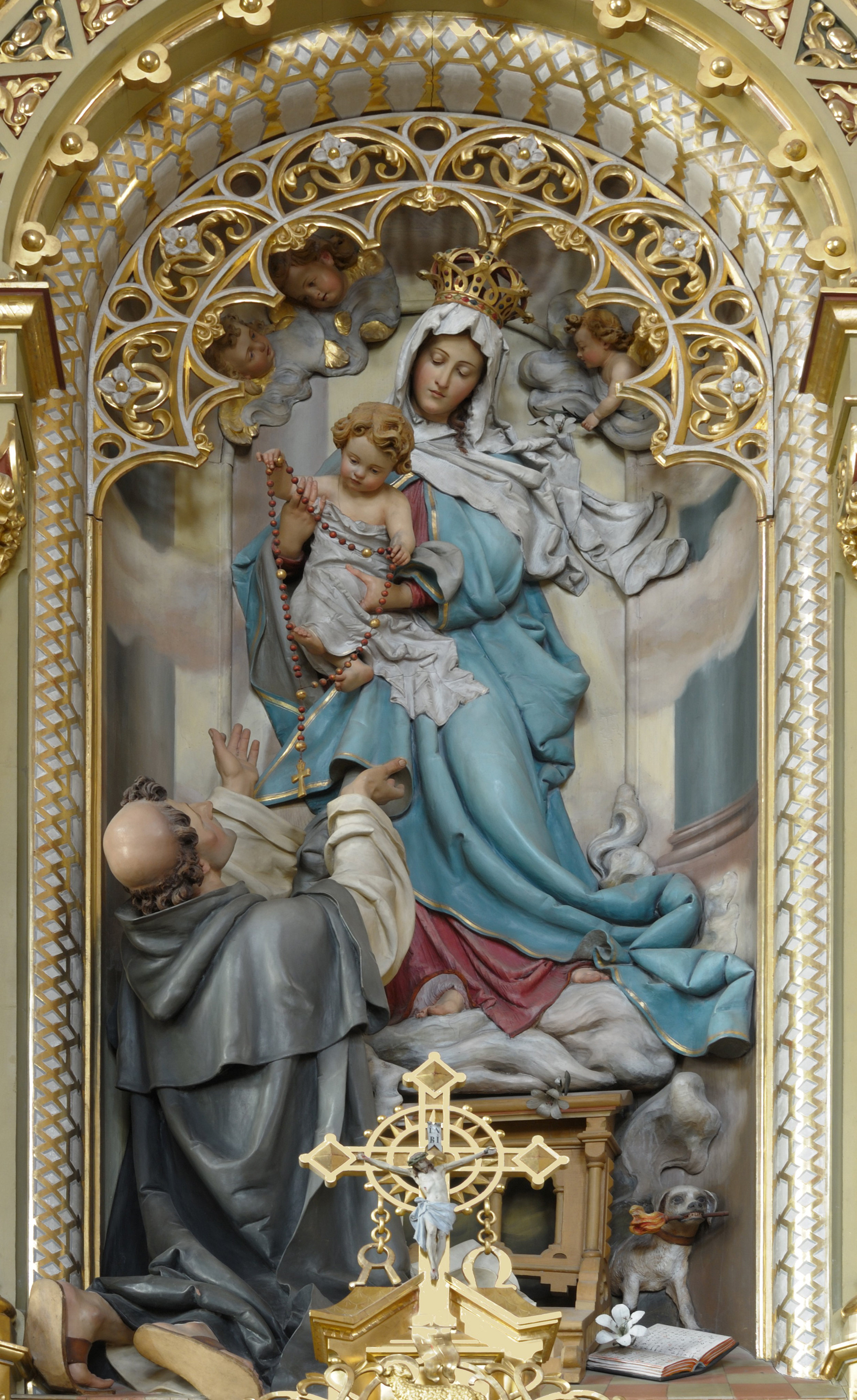
Église Saint Ulrich, Ortisei, Italie.

### Statues

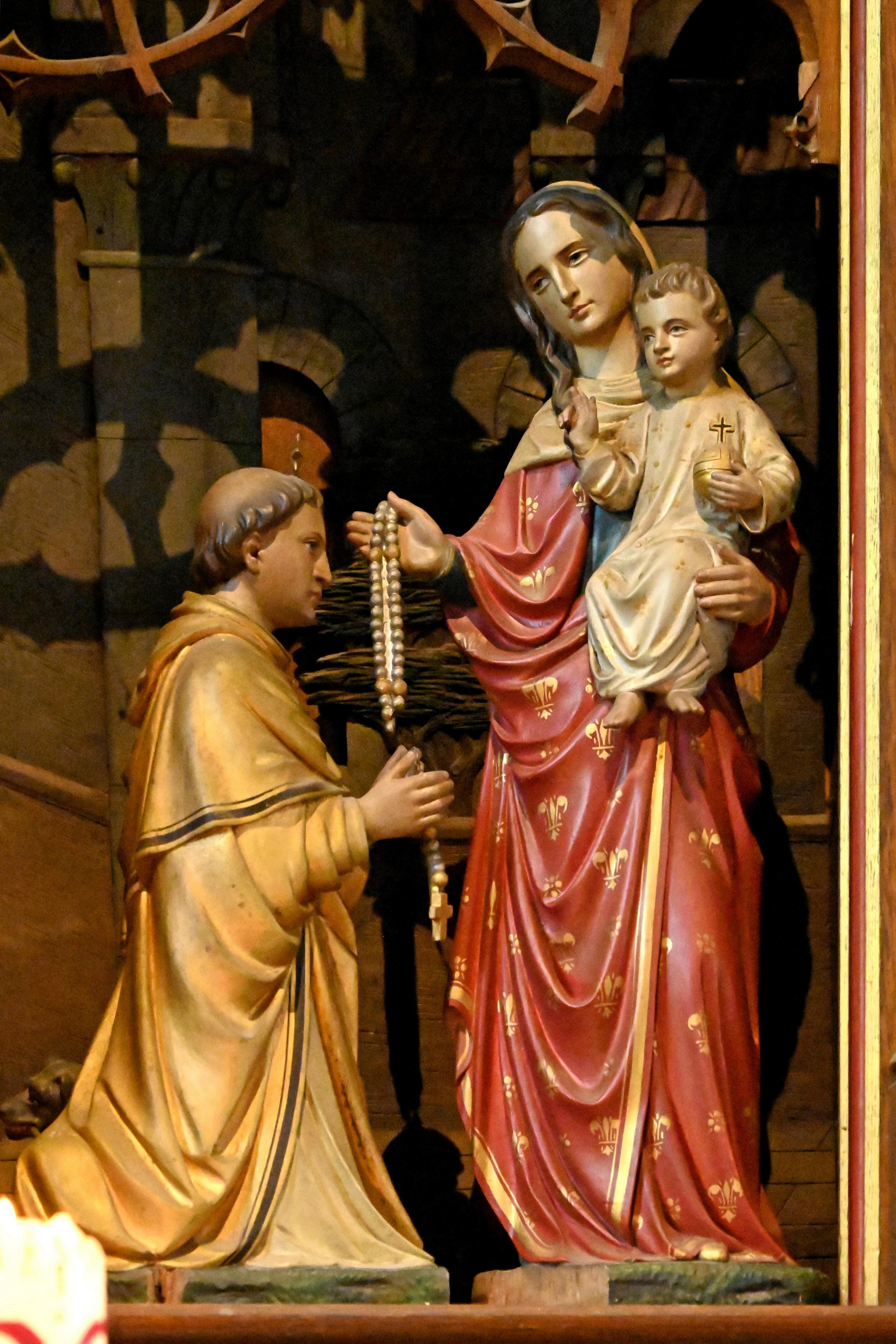
Église Sainte-Catherine, Wenau, Allemagne
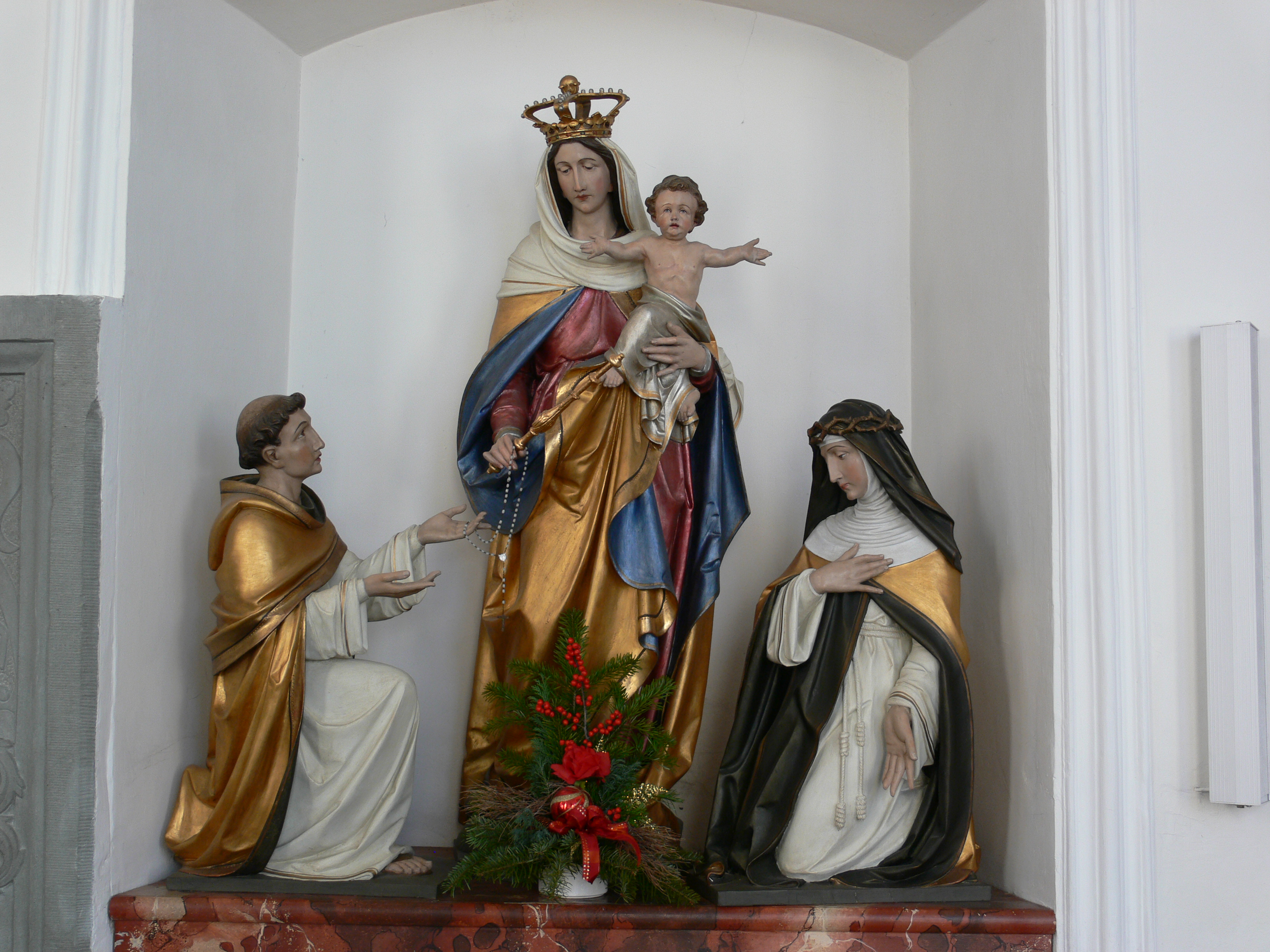
Église Saint-Martin de Markdorf, Allemagne
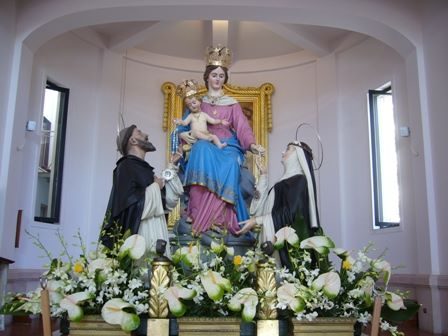
Villa San Giovanni, Italie
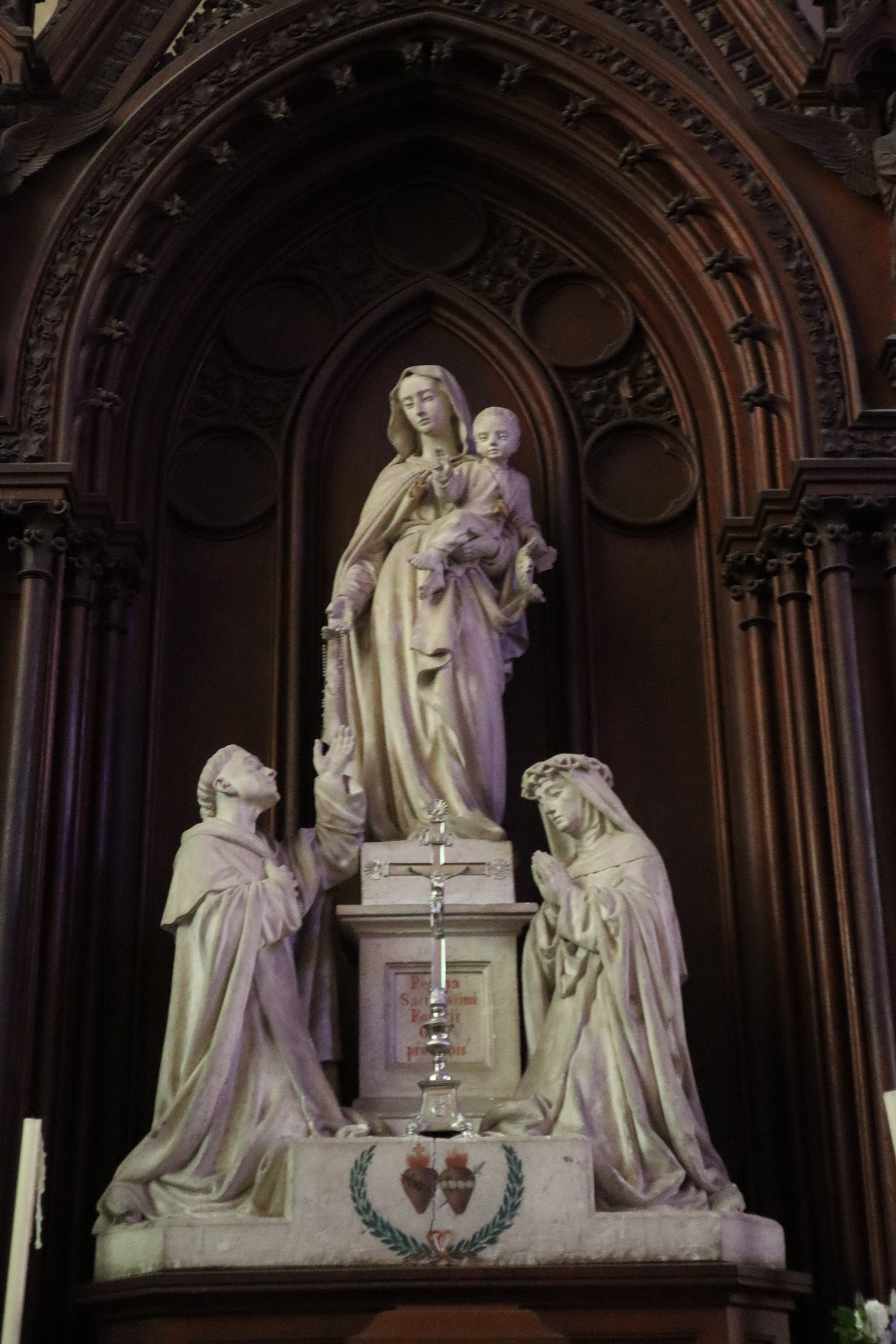
Église Saint-Martin-de-Tours, Servon-sur-Vilaine, France

### Vitraux

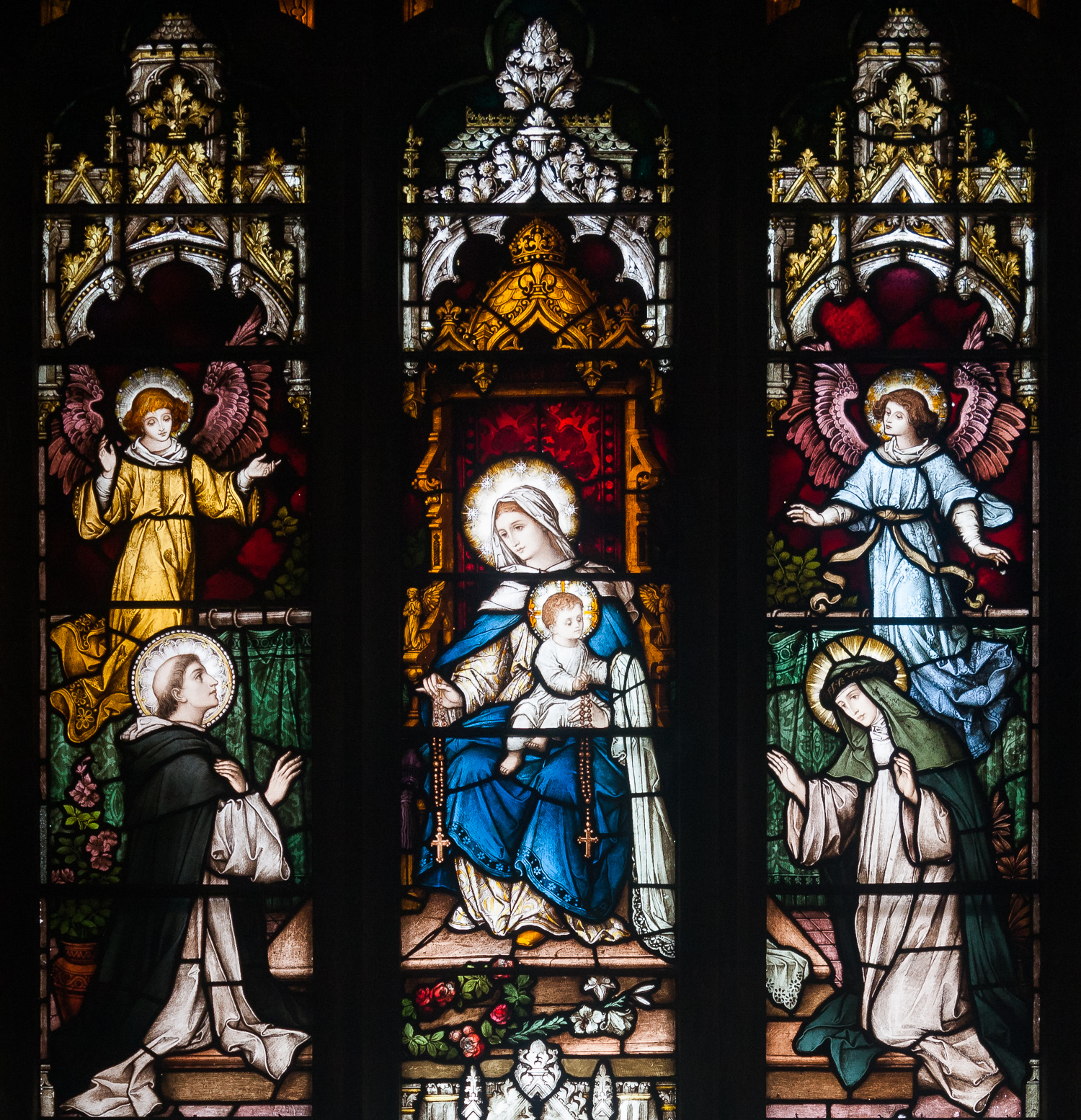
Cathédrale Saint-Patrick, Armagh, Irlande du Nord.
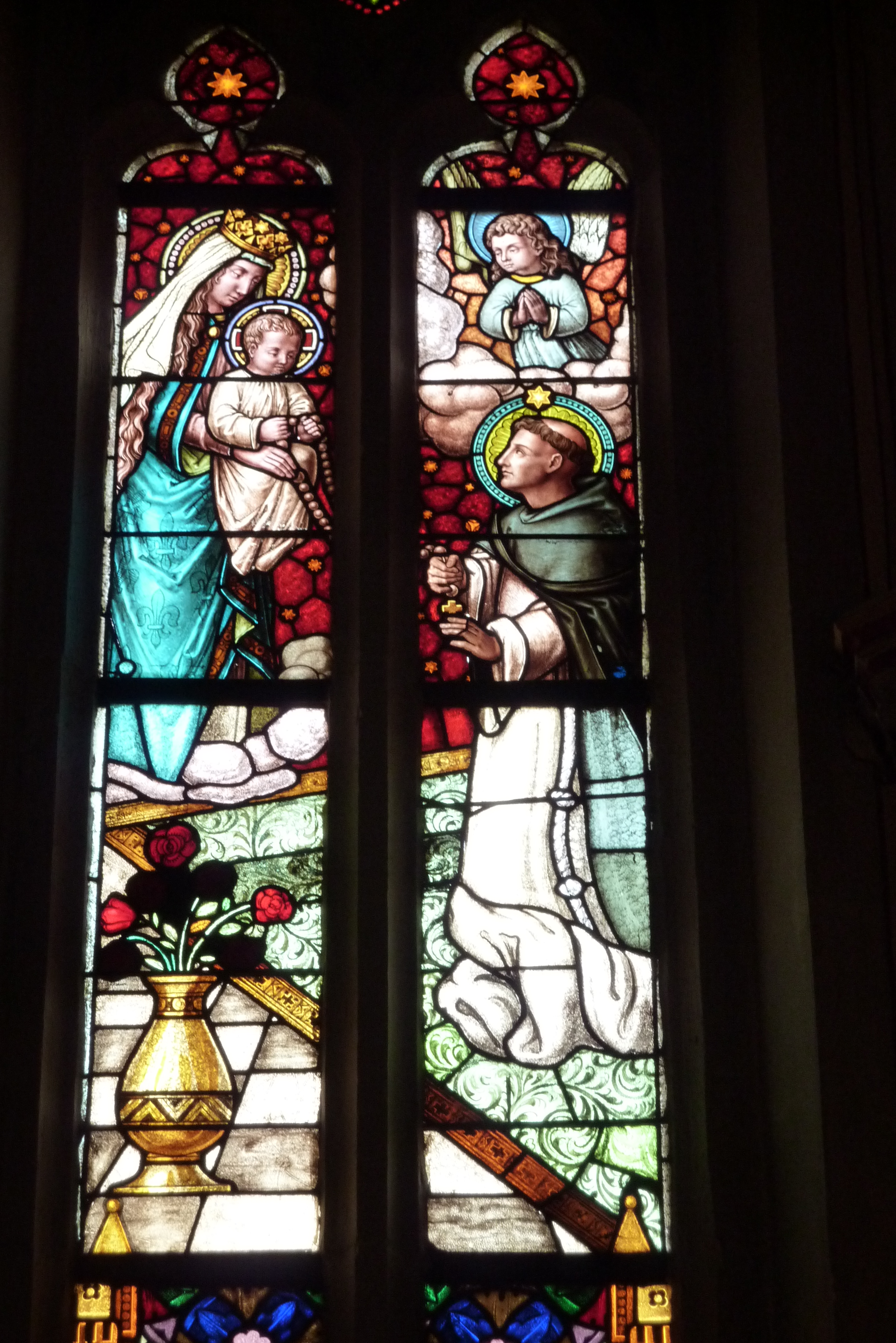
Église Saint-Sébastien, Sinzig, Allemagne.
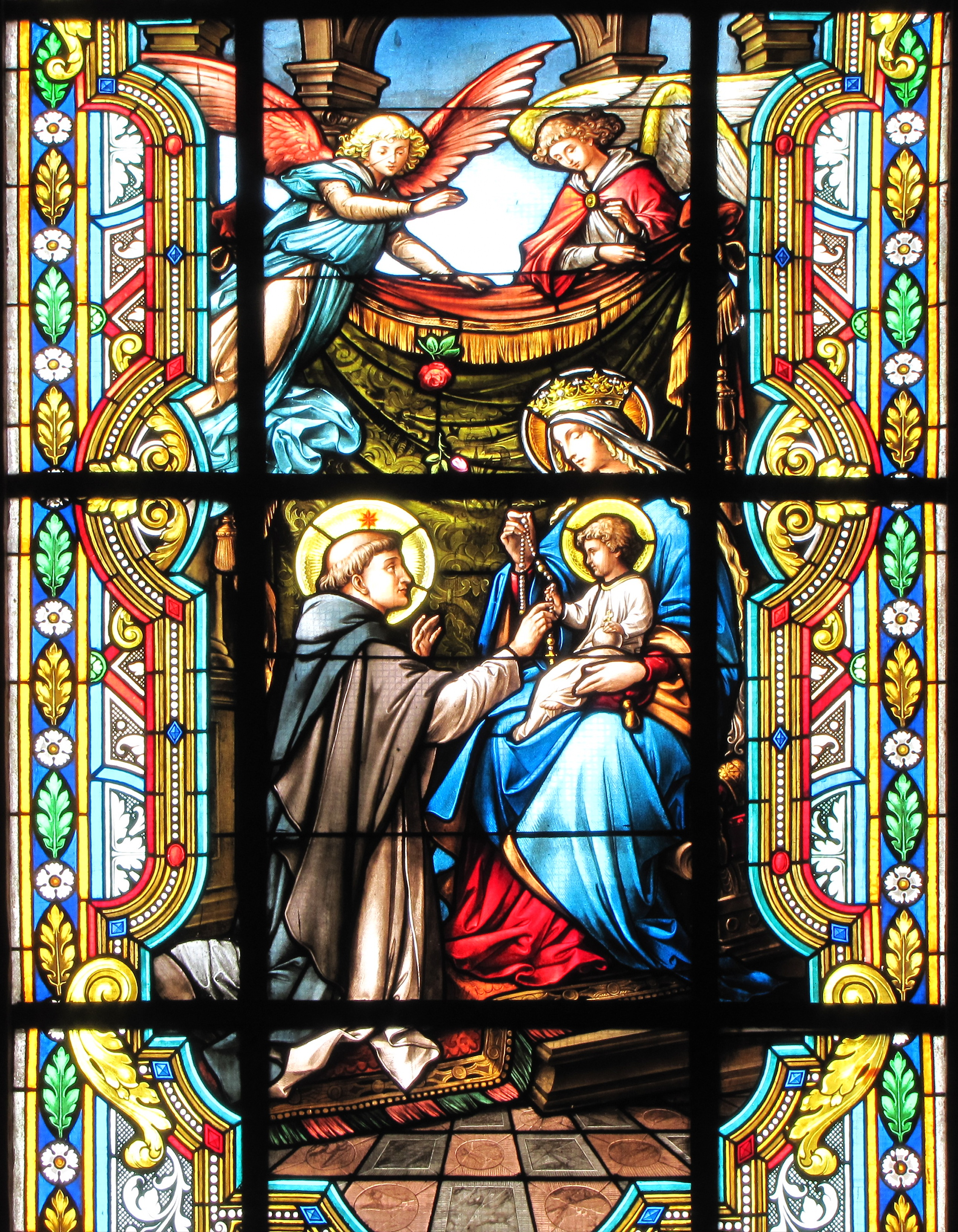
Église Saint-Médard de Bœrsch, France.
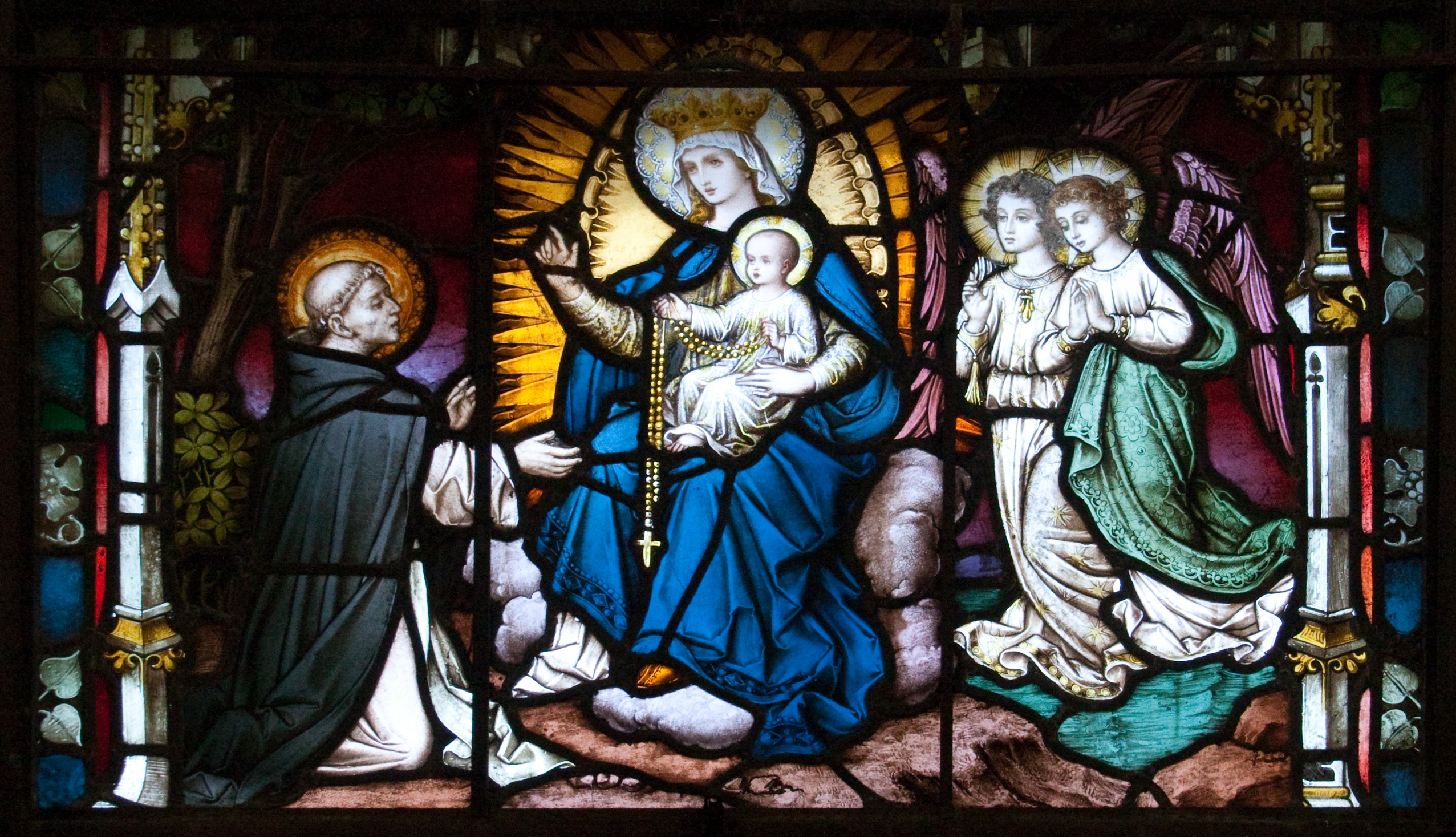
Cathédrale de Carlow, Irlande.
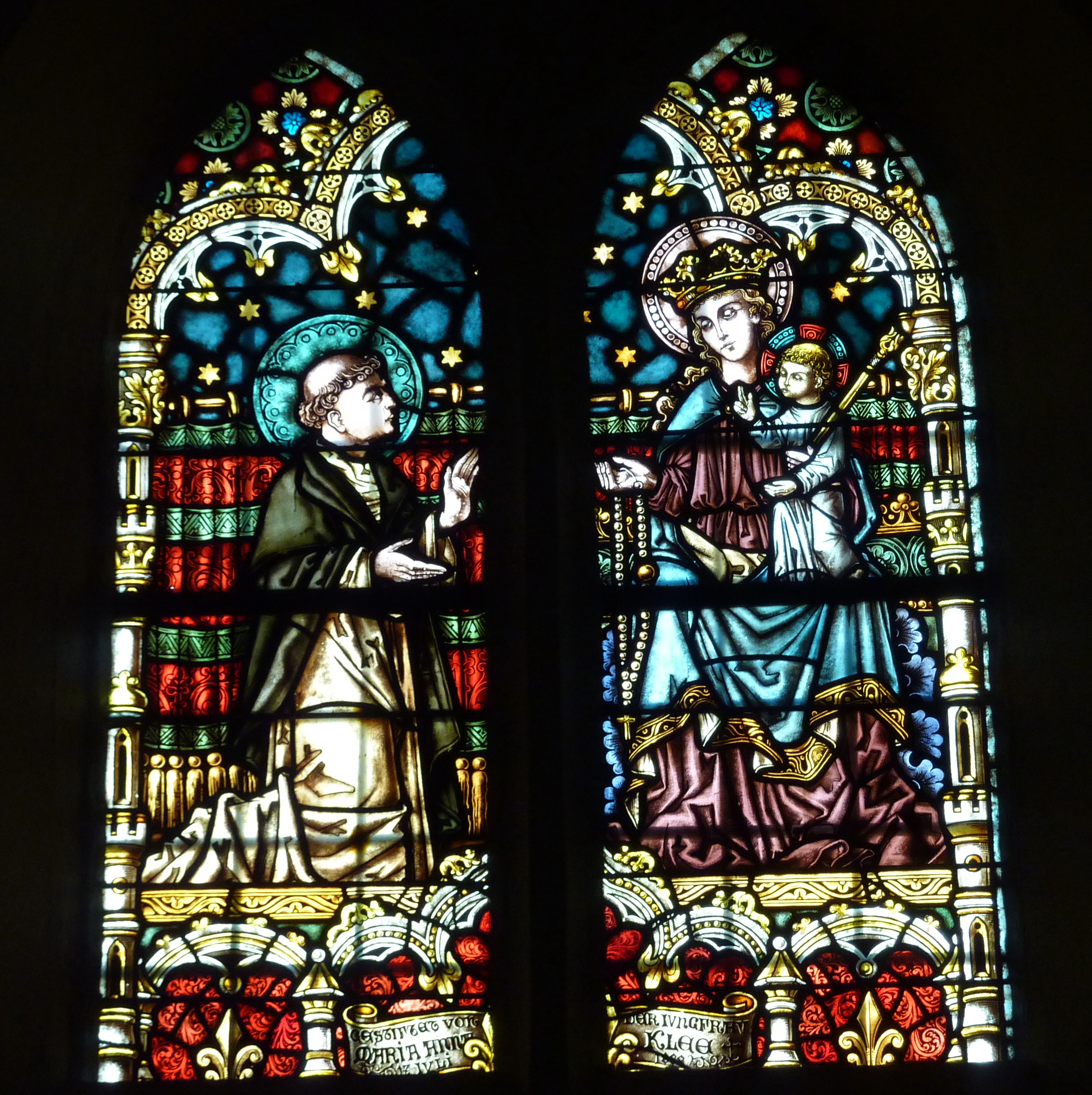
Église Saint-Maximin de Gappenach, Allemagne.